# Homogénéité (matériau)
 (février 2024).
Si vous disposez d'ouvrages ou d'articles de référence ou si vous connaissez des sites web de qualité traitant du thème abordé ici, merci de compléter l'article en donnant les références utiles à sa vérifiabilité et en les liant à la section « Notes et références ».
Ne doit pas être confondu avec Homogénéité (physique).
Pour les articles homonymes, voir Homogénéité.

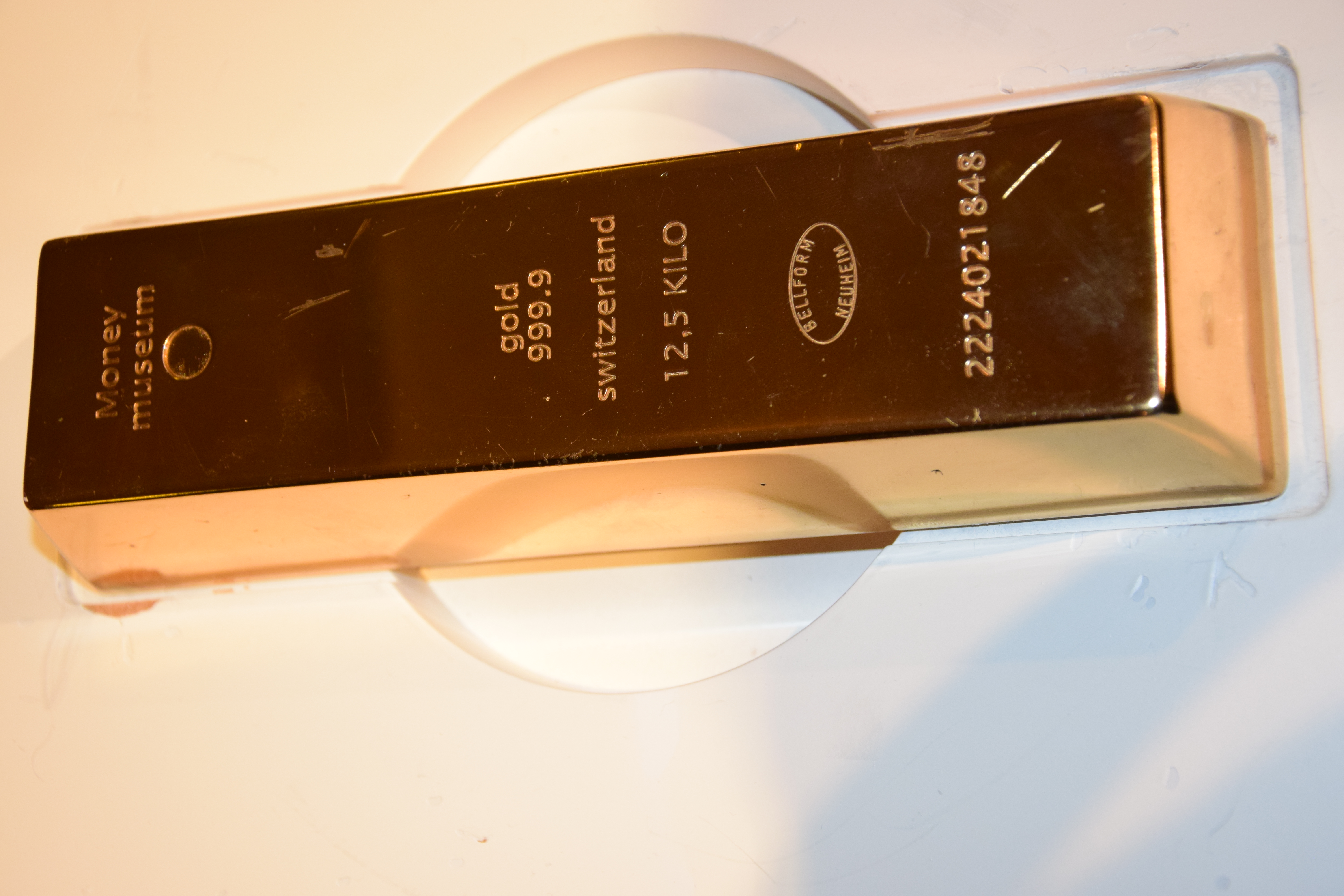
Exemple d'un objet composé d'un matériau homogène : un lingot d'or.

Un objet ou un matériau est dit homogène lorsqu'une ou plusieurs de ses propriétés est(sont) uniforme(s), c'est-à-dire a(ont) la même valeur partout dans le matériau considéré. Dans le cas contraire il est dit hétérogène.
En principe il faut préciser à quelle(s) propriété(s) le qualificatif s'applique : un matériau homogène en composition est de composition uniforme (la composition chimique est la même en tous ses points), un matériau optiquement homogène est d'indice de réfraction uniforme, etc. Lorsque les propriétés concernées ne sont pas précisées, elles sont en général sous-entendues (en fonction du contexte) :
- en thermodynamique ou en chimie un matériau est dit homogène s'il est formé d'une seule phase continue, par opposition aux matériaux hétérogènes, polyphasés ;
- en science des matériaux, un matériau est dit homogène s'il a partout les mêmes propriétés mécaniques (module de Young, module de cisaillement, etc.) ;
- dans d'autres domaines techniques, l'homogénéité est considérée plutôt à une certaine échelle macroscopique (celle du mm par exemple, ou celle de la dizaine de cm). On dira ainsi en pâtisserie qu'une pâte est homogène si elle ne comporte pas de grumeaux. Un peintre en bâtiment dira d'une peinture qu'elle est homogène si elle est suffisamment bien mélangée en termes de consistance et de couleur, etc.